# Blauwstuitmanakin
De blauwstuitmanakin (Lepidothrix isidorei; synoniem: Pipra isidorei) is een zangvogel uit de familie Pipridae (manakins). Deze vogel is genoemd naar de Franse natuuronderzoeker Isidore Geoffroy Saint-Hilaire.

## Verspreiding en leefgebied
Deze soort komt voor van Colombia tot Peru en telt twee ondersoorten:
- L. i. isidorei: van centraal Colombia tot oostelijk Ecuador.
- L. i. leucopygia: noordelijk Peru.

## Status
De grootte van de populatie is in 2021 geschat op 10.000-20.000 volwassen vogels. Op de Rode lijst van de IUCN heeft deze soort de status niet bedreigd.